# Ambrosius Haude

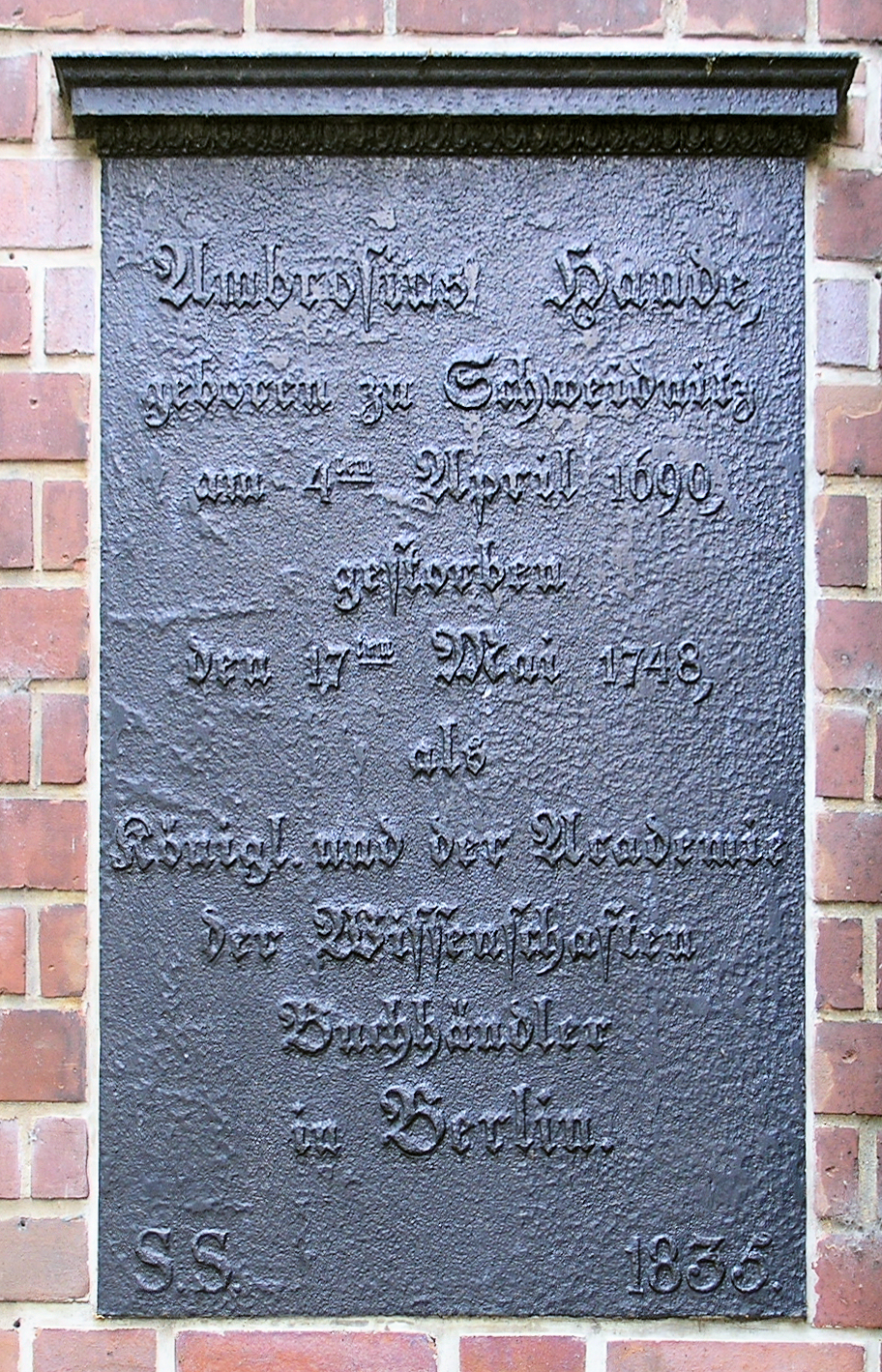
Gedenktafel am Haus Nikolaikirchplatz (Mitte), in Berlin-Mitte

Johann Ambrosius Haude (* 4. April 1690 in Schweidnitz, Herzogtum Schweidnitz; † 17. Mai 1748 in Berlin) war ein Buchhändler und Verleger. Er war der Begründer und Herausgeber der Berlinischen Nachricht von Staats- und gelehrten Sachen, die später als Spenersche Zeitung zu den beiden größten und wichtigsten Zeitungen in Berlin gehörte.

## Leben und Wirken
Haude kam aus wohlhabendem Hause und war der Sohn von Caspar und Anna Dorothea Haude, geb. Krause. Er genoss eine gute Schulbildung und beherrschte Französisch und Latein. 1723 übernahm er eine 1614 gegründete Berliner Verlagsbuchhandlung. Diese war zwischen 1700 und 1723 unter dem Inhaber Johann Christoph Papen in finanzielle Schwierigkeiten geraten.
Die Buchhandlung lag gegenüber dem Königlichen Schloss. Haude befreundete sich über einen Kontakt mit dessen Erzieher Duhan mit dem preußischen Kronprinzen und späteren König Friedrich II., dessen musische Neigungen er förderte und unterstützte. Er besorgte dem Prinzen heimlich die Bücher, deren Lektüre sein Vater, der Soldatenkönig, ihm nicht gestatten wollte. Der Prinz besaß schließlich eine Bibliothek von mehreren tausend Büchern, die hinter verschlossenen Türen in Haudes Buchhandlung versteckt war. Nach dem Fluchtversuch des Prinzen im August 1730 wurde diese Privatbibliothek  über Hamburg nach Holland geschickt und dort versteigert.
Bis 1740 verlegte Haude 198 Titel, darunter eine Prachtausgabe der Gedichte von Friedrich Rudolph Ludwig von Canitz und die Betrachtungen über die Augsburger Konfession des Theologen Johann Gustav Reinbeck. 1735 gründete er die Zeitschrift Potsdammischer Staats- und gelehrter Mercurius, die 1737 vom König verboten wurde. 1740, nach der Thronbesteigung Friedrichs, erhielt Haude dann ein Druckprivileg für seine Zeitung Berlinische Nachrichten von Staats- und gelehrten Sachen. Die Zeitung wurde nach Haudes Tod unter dem Titel Spenersche Zeitung fortgesetzt und war im 19. Jahrhundert neben der Vossischen Zeitung die größte Zeitung Berlins. Eine weitere Zeitschrift, das französischsprachige Journal de Berlin, wurde ebenfalls durch Haude gedruckt und vertrieben.
Ab 1744 erhielt der Verlag das Privileg zum Druck aller Publikation der Königlichen Akademie der Wissenschaften, wodurch das Unternehmen zu den führenden Verlagen Berlins wurde. Neben den Zeitschriften erschienen politisch und wissenschaftlich aktuelle Bücher sowie sauber gedruckte und gut ausgestattete Klassikerausgaben in Haudes Verlag, von 1740 bis zu seinem Tode sind 166 Publikationen verzeichnet.
Bereits 1740 hatte Haude seinen Schwager Johann Karl Spener als Teilhaber in sein Geschäft aufgenommen. Nach Haudes Tod wurde die Firma von seiner Frau und seinem Schwager unter dem Namen Haude & Spener fortgeführt.